# 에즈리코역
에즈리코역(일본어: 江釣子駅)은 일본 이와테현 기타카미시에 위치한 동일본 여객철도 기타카미 선의 철도역이다. 단선 승강장 1면 1선의 구조를 갖춘 지상역이다.

## 역 주변
- 도호쿠 자동차도 기타카미에즈리코 나들목
- 국도 제107호선
- 기타카미 시청 에즈리코 청사

## 역사
- 1923년 4월 15일 : 개업.
- 1987년 4월 1일 : 일본국유철도 분할 민영화에 의해, 동일본 여객철도가 승계.

## 인접 역
| ■ 기타카미 선            | ■ 기타카미 선 | ■ 기타카미 선      |
| ------------------------ | ------------- | ------------------ |
| 야나기하라 기타카미 방면 | ■ 보통        | 후지네 요코테 방면 |